# Otto (Magdeburg)
Otto von Hessen (* 1301; † 30. April 1361 in Wolmirstedt) war von 1327 bis 1361 Erzbischof von Magdeburg.
Vor 1325 war Otto Kanoniker in Münster, Paderborn und Köln. Otto, Sohn des Landgrafen Otto I. von Hessen, wurde schon in früher Jugend von Papst Johannes XXII., als Enkel der Heiligen Elisabeth von Thüringen zum Erzbischof von Magdeburg bestimmt. Am 8. August 1327 erhielt er das Pallium aus den Händen der Bischöfe von Münster (Ludwig II. von Hessen), Osnabrück (Gottfried von Arnsberg) und Merseburg (Gebhard von Schraplau).
Nach der Ermordung von Burchard III. im Jahr 1325 durch Magdeburger Bürger, wurde über die Stadt die Reichsacht und der Bann verhängt. Otto erreichte die Lösung dieser Strafen, wodurch der Rat und die Bürger Magdeburgs am 26. April 1333 erstmals den Huldigungseid gegenüber dem Erzbischof leisten. Außerdem erreichte Otto den Ausgleich mit der Mark Brandenburg, mit der es schon länger Grenzstreitigkeiten gab. Dann konnte Otto das Bistum um das Gebiet um Sandau vergrößern. Des Weiteren war seine Amtszeit von zwei schweren Pestepidemien und von einem Aufstand des örtlichen Adels geprägt. Diesen Aufstand konnte er mit einem Bündnis zwischen Domkapitel und der Stadt Magdeburg begegnen.
Die Landgrafen von Hessen und Otto versuchten seinen Neffen Otto (Sohn von Ludwig dem Junker, der der Bruder Erzbischof Ottos war) zu seinem Nachfolger zu machen. Er wurde in Magdeburg erzogen, starb jedoch jung, wodurch diese Nachfolgeregelung fehlschlug. Für den frühen Tod wird ein angeblicher Giftanschlag verantwortlich gemacht, der auf Veranlassung des Abtes von Fulda erfolgt sein soll.
Im Dom steht noch der Elisabethaltar. Es ist einer von insgesamt fünf Altären, die die Bürger als Zeichen der Sühne dem Dom stiften mussten, nachdem die Reichsacht über die Stadt wieder aufgehoben wurde. Weiterhin ist dort auch die Grabplatte von Otto v. Hessen erhalten.
Otto ist der erste hessische Fürst, der sich nach einer Urkunde aus dem Jahr 1330 als „Fürst von Gottes Gnaden“ bezeichnete. Im Jahr 2011 konnte ein interdisziplinäres Team von Archäologen und Medizinern der Otto-von-Guericke-Universität Magdeburg anhand einer computertomographischen Aufnahme eines im Jahr 2009 im Magdeburger Dom aufgefundenen Skeletts und einer namentlich gekennzeichneten Bleiplatte nachweisen, dass die sterblichen Überreste von Otto von Hessen zu Magdeburg im Dom bestattet wurden.